# Konso (liyu woreda)
Konso är en liyu woreda (ett speciellt distrikt) i Etiopien.   Den ligger i regionen Ye Debub Biheroch Bihereseboch na Hizboch, i den sydvästra delen av landet, 400 km söder om huvudstaden Addis Abeba.